# David Bichindaritz
Pour les articles homonymes, voir Bichindaritz.
 (janvier 2010).
Si vous disposez d'ouvrages ou d'articles de référence ou si vous connaissez des sites web de qualité traitant du thème abordé ici, merci de compléter l'article en donnant les références utiles à sa vérifiabilité et en les liant à la section « Notes et références ».
David Bichindaritz (né à Bayonne en 1974) est un musicien et ingénieur du son français.

## Biographie
David Bichindaritz est diplômé de l'ISTS (Institut supérieur des Techniques du Son) en 1999, puis travaille à l'Institut de recherche et coordination acoustique/musique entre 1999 et 2002. 
Il y rencontre le metteur en scène Ludovic Lagarde et l'écrivain Olivier Cadiot, puis collabore avec Gilles Grand pour leur spectacle Retour définitif et durable de l'être aimé en 2002.
Débute alors une collaboration fidèle avec Ludovic Lagarde. Il réalise les créations sonores et musicales de Oui dit le très jeune homme de Gertrude Stein et Fairy Queen d'Olivier Cadiot en 2004 et Un Mage en été en 2010. Il crée et interprète en direct la musique de Richard III de Peter Verhelst en 2007.
Il crée, depuis, de nombreuses bande-sons et musique pour le théâtre avec le trio Irène Jacob, Benoît Delbecq et Jérôme Kircher, ou avec Vincent Macaigne et Emilie Rousset.
Il compose également les musiques originales des films et des mises en scène de Jonathan Michel avec qui il collabore étroitement depuis 1998. Ils créent ensemble en 2008 le projet : Michel Biarritz[Quoi ?].
Depuis 1994, il joue en parallèle au sein de plusieurs groupes musicaux aux styles variés (pop, rock, trip hop, folk, metal, electro, musique expérimentale...). Il y pratique différents instruments (batterie, guitare classique et électrique, chant, claviers, programmation informatique) et se produit dans de nombreuses salles et festivals en France.
En 2009, il collabore avec l'artiste Sylvie Blocher pour l'œuvre "A more perfect day" exposée à la Xème Biennale d'art contemporain de Lyon et intègre le collectif artistique de la Comédie de Reims.
En 2010, il est musicien sur scène et incarne Overseas man dans Doctor Faustus lights the light opéra électrique de Gertrude Stein, traduit par Olivier Cadiot, mis en musique par Rodolphe Burger et mis en scène par Ludovic Lagarde au Théâtre des Bouffes du Nord à Paris.
Il collabore en 2014 avec Nicolas Becker pour la bande-son du spectacle Lear is in town pour le festival d'Avignon.
En 2015, il compose la musique du programme court : « Coupez ! » produit par Astharté et compagnie qui participe au Festival de la fiction TV de La Rochelle et reçoit le prix des collégiens de Charente-Maritime.